# Neopolyptychus
Neopolyptychus é um gênero de mariposa pertencente à família Bombycidae.